# O'Shea Jackson Jr.
O'Shea Jackson Jr. (født 24. februar 1991), også kendt som OMG, er en amerikansk skuespiller og rapper. Han er den ældste søn til rapperen Ice Cube, og han spillede sin far i Straight Outta Compton fra 2015.
Jackson blev født i Los Angeles, Californien, til O'Shea Jackson Sr, bedre kendt som Ice Cube, og Kimberly Woodruff. Jackson voksede op i San Fernando Valley, og er det første barn ud af fire. Han har to brødre, Darrell og Shareef, og en søster som hedder Kareema. Hans bror, Darrell, er også en rapper kendt under navnet Doughboy, som er navnet på karakteren spillet af sin far i hans første film, Boyz N The Hood.